# اسید تری‌فسفریک
اسید تری‌فسفریک (به انگلیسی: Triphosphoric acid) یک ترکیب شیمیایی است. و جرم مولی آن 257.95 g/mol می‌باشد.